# Das Sonntagskind
Das Sonntagskind, Alternativtitel Schneider Wibbel, ist eine deutsche Filmkomödie von Kurt Meisel aus dem Jahr 1956. Sie beruht auf Motiven des Bühnenstücks Schneider Wibbel von Hans Müller-Schlösser.

## Handlung
Deutschland im Jahr 1948 zur Karnevalszeit: Am Tag der Weiberfastnacht versucht Schneider Anton Wibbel, bei den britischen Besatzern ein Grammophon gegen Zigaretten einzutauschen. Der schottische Militärpolizist Bosty McMillar bietet ihm zwei Flaschen Whisky und fährt ihn nach Hause. Anton vergisst beide Flaschen im Auto und findet wenig später auch die Kurbel für das Grammophon in seiner Jackentasche. Am Abend steht Bosty im Kilt in der Tür und bringt die Flaschen vorbei. Antons Ehefrau Fin wiederum hat sich gerade als Hexe verkleidet, um sich mit ihren Freundinnen in den Faschingstrubel zu stürzen, auch wenn der eifersüchtige Anton davon wenig begeistert ist. Er betrinkt sich mit Bosty und bald tauschen beide beschwipst die Kleidung: Bosty geht als Seemann und Anton als Schotte zum Karneval. Als im Karnevalstrubel plötzlich die Militärpolizei erscheint, wird Anton wegen unberechtigten Tragens einer Uniform verhaftet. Bei der Verhandlung vor dem Militärgericht deckt er Bosty und wird daher selbst zu drei Wochen Haft verurteilt, die er bereits in zwei Tagen antreten soll. Anton überredet seinen kränklichen Gesellen Mattes, unter seinem Namen ins Gefängnis zu gehen, wo ihm die Ruhe doch gut tun werde. Anton und Fin fahren unterdessen zu Antons Großmutter an den Rhein.
Zehn Tage später erreicht Anton und Fin ein Telegramm, in dem ihnen vom Tod „Antons“, also Mattes’, berichtet wird, der an einer verschleppten Lungenentzündung gestorben sei. Anton ist verzweifelt, gilt er doch nun als verstorben. Zurück in seiner Wohnung muss er sich ständig in der Abstellkammer verstecken und darf nicht aus dem Haus gehen. Fin wiederum tritt öffentlich als trauernde Witwe auf. Nicht nur der faule Geselle Mölfes hätte sie gerne zur Frau, sondern auch Bosty. Fin weist beide ab, leidet aber mit der Zeit unter Antons Eifersucht. Er folgt ihr heimlich auf ein Fest der Schotten, zu dem Bosty Fin eingeladen hat. Als Anton nachts durch das Fenster in seine eigene Wohnung einsteigt, rufen wachsame Nachbarn die Polizei, die Anton in der Abstellkammer entdecken. Der gibt in der Not vor, Jimmy Wibbel aus Amerika, der Bruder des verstorbenen Anton, zu sein. Alle, bis auf Mölfes, glauben die Geschichte, und bald darauf heiraten Fin und Anton ein zweites Mal. Zur Hochzeitsfeier erscheint auch die unbekannte Meta Hubbelrath, die sich als Verwandte von Mattes entpuppt. Dessen Familie macht sich Sorgen, da sie von ihm lange Zeit nichts mehr gehört hat. Anton redet sich um Kopf und Kragen und spricht vom „seligen Mattes“, sodass Meta Hubbelrath bald an ein Verbrechen glaubt. Sie zeigt die Wibbels bei der Polizei an.
Im Verhör berichtet Anton zunächst, dass Mattes nach einem Streit mit ihm gegangen sei, vergisst jedoch, dass er Mattes als Jimmy gar nicht gekannt haben kann. Fin wiederum erzählt, dass Mattes für Anton ins Gefängnis gegangen und dort verstorben sei. Anton sei daraufhin fortgegangen; wenig später sei Jimmy gekommen und habe sie geheiratet. Die Version erscheint zunächst logisch, doch ergibt sich ein neues Problem: Wenn Anton fortgegangen ist, hätte Fin Jimmy nicht heiraten dürfen, weil sie von Anton nie geschieden wurde. Da auf Bigamie ebenfalls eine hohe Haftstrafe steht, gibt Anton schließlich zu, er selbst zu sein. Da Anton jedoch nicht beweisen kann, dass er nicht Jimmy ist, steht weiterhin die Strafe wegen Bigamie im Raum.
Mölfes hat unterdessen nicht lockergelassen und über Bosty in Amerika nach einem vermeintlichen Jimmy Wibbel suchen lassen, vermutet er in Anton doch einen Hochstapler. Zur Hochzeit von Mölfes mit seiner Freundin Mariechen erscheint neben Anton und Fin auch der echte Jimmy Wibbel – Antons wirklicher Zwillingsbruder aus Amerika. Anton kann nun seine Identität beweisen und Bosty ist hocherfreut, dass Anton noch lebt. Er stellt fest, dass diesmal gerne er für Anton ins Gefängnis gehen werde, habe der ihn doch damals nicht verraten.

## Produktion

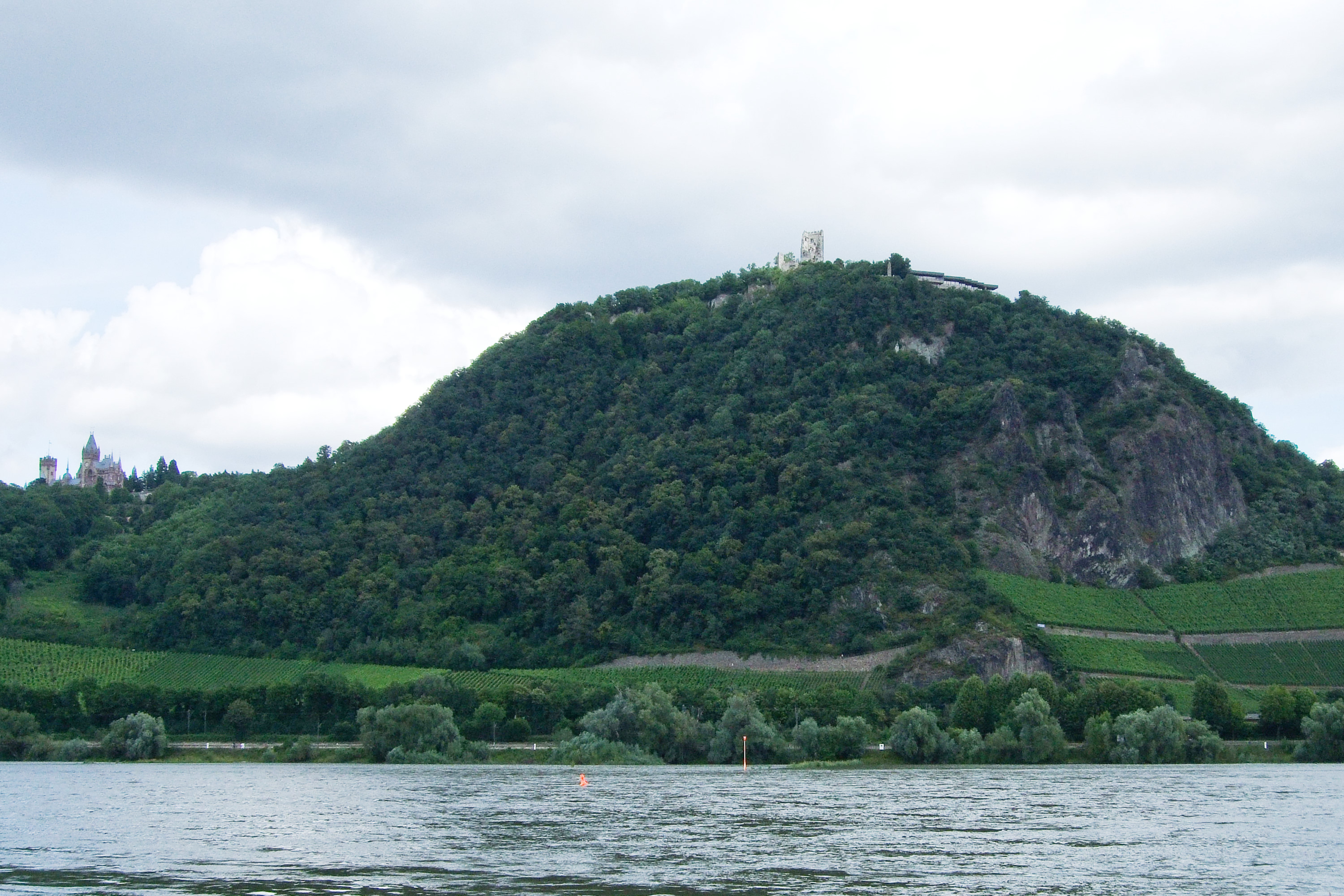
Drachenfels mit Ruine, ein Drehort des Films

Das Sonntagskind wurde in Berlin, in Königswinter auf dem Rhein, auf dem Drachenfels und am Haus Rüdenet sowie in den Filmstudios Berlin-Tempelhof gedreht. Der Film hatte am 12. September 1956 im Düsseldorfer Apollo die Premiere. Der Sender Zweites Deutsches Fernsehen zeigte den Film erstmals am 30. Juli 1966.
Die Lieder des Films komponierte Friedrich Schröder, die Liedtexte stammen von Hans Bradtke.

## Kritik
Der Spiegel schrieb anlässlich der Premiere des Films, Kurt Meisel habe hier „den verstaubten Lacherfolg vom Schneider Wibbel […] wieder für den Film ausgegraben und etwas gewaltsam in das Jahr 1948 verlegt, ohne dabei jedoch mehr zu gewinnen als ein paar kraftlose Witzchen zum naiv retuschierten Zeitgeschehen. Heinz Rühmann unternimmt zwar gelegentlich Versuche in tiefere Bereiche des Humors zu gelangen, kann aber der üppigen Entfaltung von oberflächlichem Lesebuchoptimismus nicht merklich entgegenwirken.“
Das Lexikon des internationalen Films schrieb, dass im Film „die britische Besatzung im Rheinland gutmütig gezeichnet wird. Dank schwungvoll agierender Darsteller trotz mancher Plattheiten witzig-unterhaltsam.“ Für Cinema war das „quick-lebendig[e] Lustspiel“ ein „schwungvoller Verwechslungsschwank nach Motiven der Komödie ‚Schneider Wibbel‘ von Hans Müller-Schlösser. Fazit: Ironische Nadelstiche gegen die Obrigkeit.“

Hintergrund
Bereits in der deutschen Verfilmung von 1939 (Schneider Wibbel) spielte Günther Lüders in einer Doppelrolle den Schneidergesellen Peter Zimpel, der für seinen Meister ins Gefängnis geht und dort stirbt, und den Bruder Heinz Zimpel. Regie: Viktor de Kowa, Rolle des Scheiders Wibbel: Erich Ponto.